# Прслук
Прслук је врста одевног предмета врло слична џемперу, само што не поседује рукаве. Најчешће се носи преко неког другог одевног предмета: кошуље, блузе, мајице и сл. Веома је присутан детаљ у нашим крајевима као део традиционалних народних ношњи.

## Врсте
Постоји велики избор различитих врста прслука који се користе за раличите намене. Прслуци се такође могу поделити и према материјалу од којих су сачињени.

### Плетени или ткани прслук без отвора
Овај прслук је најсличнији џемперу али је без рукава. Веома су били популарни током 20. века а њихова популарност и даље расте Користи се преко неког другог одевног предмета као топлотна заштита али и као модни детаљ.

### Прслук на раскопчавање
Ова врста прслука са предње стране има отвор који се закопчава дугмићима. Изразито је популаран за ношење преко кошуља у свечаним и званичним приликама.

### Прслук за означавање
Прслук за означавање се често назива и рефлектујући прслук. У скоријем периоду ова врста прслука је неопходан детаљ на многим местима где је потребно означити особу коју је треба уочити ради избегавања несреће. У свакодневној употреби је на саобраћајницама за означавање саобраћајаца, извођача радова али и возача који врше ситне оправке поред коловоза. Шта више он је постао обавезна опрема у аутомобилу

### Заштитни прслук
Заштитни прслук се често зове и панцирски прслук. Ова врста прслука је постала незаменљив детаљ код војних и полицијских оперативаца као и код личног обезбеђења. Основна сврха је заштита трупа тела од метака испаљених из ватреног наоружања. Прави се од изузетно јаких синтетичких материјала са уметнутим истовима од неког метала који ублажавају ударац метка.

### Прслук за спашавање
Ова врста прслука је најчешће направљен од вододржљивих материјала и лако се пуни ваздухом. Основна намена је спашавање приликом потапања. Зато је неопходан предмет у готово свим врстама пловила. Такође обавезан је и у авионима у случају приндуног слетања на воду .

## Галерија
- Женски прслук
- Прслук као обележивач
- Прслук на детету

## Наводи
1. ↑  „Etnografski muzej u Beogradu / nošnja /[[Категорија:Ботовски наслови]]”. Архивирано из оригинала 01. 05. 2015. г. Приступљено 15. 09. 2013. Сукоб URL—викивеза (помоћ)
2. ↑  Knitting America: A Glorious Heritage from Warm Socks to High Art - Susan M. Strawn - Google Books
3. ↑  „Архивирана копија” (PDF). Архивирано из оригинала (PDF) 18. 05. 2013. г. Приступљено 15. 09. 2013.
4. ↑  MilitaryShop.rs - MILITARIA - YDS
5. ↑  Avion sleteo u reku Hadson